# Старо Змирново
Старо Змирново (на македонска литературна норма: Старо Змирново) е село в община Битоля на Северна Македония.

## География
Селото се намира на 860 m надморска височина, на Голема река в центъра на Снеговско-облаковската планина, на 10 km северно от Битоля. До него няма асфалтов път.

## История
Селото се споменава за пръв път в османско преброяване от 1498 година.
В XIX век Старо Змирново е малко албанско село в Битолска кааза на Османската империя. На картата на австро-унгарския генерален щаб планината е под името Смирново Муслим (Smirnovo Muslim).
Според статистиката на Васил Кънчов („Македония. Етнография и статистика“) от 1900 година Змирнево Старо или Старо Смирнево има 70 жители, всички арнаути мохамедани.
На Етнографската карта на Битолския вилает на Картографския институт в София от 1901 година Старо Смирновци е чисто албанско село в Битолската каза на Битолския санджак с 11 къщи.
Най-старите албански родове  селото са Ферзолар, Джаферлар и Мустафлар, заселени от Северна Албания във втората половина на XVIII век.
В 1953 година има 186 жители.
Жителите се изселват предимно в Битоля, Турция и презокеанските страни – САЩ, Канада и Австралия.
Според преброяването от 2002 година селото има 10 жители северномакедонци.
| Националност     | Всичко |
| северномакедонци | 10     |
| албанци          | 0      |
| турци            | 0      |
| роми             | 0      |
| власи            | 0      |
| сърби            | 0      |
| бошняци          | 0      |
| други            | 0      |